# Burg Hitoyoshi
Die Burg Hitoyoshi (japanisch 人吉城, Hitoyoshi-jō) befindet sich in der Stadt Hitoyoshi, (Präfektur Kumamoto). In der Edo-Zeit residierten dort die Sagara mit einem Einkommen von 23.000 Koku als kleinere Tozama-Daimyō.

## Geschichte

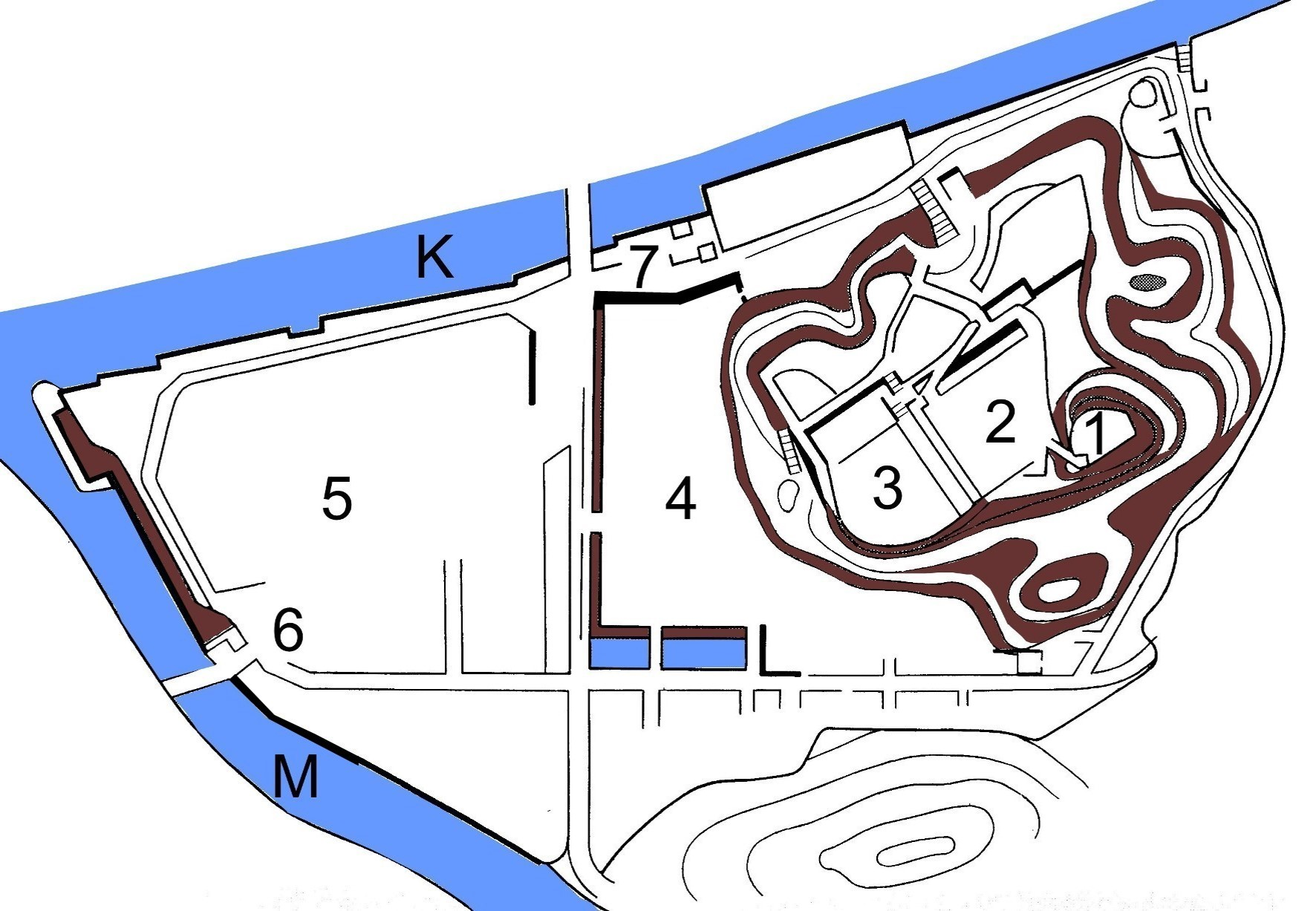
Burg Hitoyoshi (Erläuterungen im Text)

Die Burg Hitoyoshi wurde am linken Ufer des Flusses Kuma (球磨川, Kumagawa) und an der Mündung des Mune-Flusses (胸川, Munegawa) als Hügelburg angelegt. Sagara Nagayori (相良 長頼) aus der seit der Kamakura-Zeit dort ansässigen Großgrundbesitzer-Familie Sagara soll die Brug angelegt haben. Sicherer ist die Erneuerung oder der Bau der Burg durch von Sagara Tametsugu (相良 為続; 1447–1500) in der Sengoku-Zeit um 1470. 1589 holte Tametsugus Sohn Nagatsune (相良 長毎; 1469–1518) Steinmetze aus der Provinz Bungo und ließ die Burg erweitern.
Nach der Schlacht von Sekigahara befanden sich die Sagara auf der Verliererseite, hatten aber Fürsprecher und konnten ihren Besitz halten. Die Burg wurde ab 1601 weiter ausgebaut, und im Jahr 1639 waren die Bereiche Hommaru (本丸; „1“ in der Abbildung) am höchsten Punkt, Ni-no-maru (二ノ丸; „2“) an der Westseite, das San-no-maru (三ノ丸; „3“), Tore und Wachtürme sowie der Burggraben südlich der Residenz fertiggestellt. Die zentralen Bereiche waren so im Süden durch den Bergrücken geschützt, im Norden schützen Mauern die Burg. Während der ältere Teil der Burg auf einem Hügel angelegt war, fanden die Erweiterungen in der Ebene statt. So fand schließlich die Residenz („4“) dort Platz, und im Westen vorgelagert Bereich „5“ die höhere Samurai im („5“) Iyashiki kuruwa (居屋敷曲輪). Dort befand sich auch „6“ das Haupttor (大手門, ōte-mon) zur Burg. „K“ ist der von rechts nach links fließende Kuma, Dort stand „7“ das „Wassertor“ (水手門, Mizu-no-te-mon). Der Steinwall dort hat die Form des „Samurai-Zurückweisens“ (武者返し, musha-kaeshi) durch die überkragende oberste Mauerpartie. „M“ ist der Fluss Mune.
Im Februar 1862 gingen die Residenz und andere Gebäude durch Brand verloren. Auch das Wohnviertel der Samurai erlitt große Schäden. Weiter wurde die Burg während der Satsuma-Rebellion umkämpft und verwüstet.
Auf dem Vorgelände befindet sich das Geschichtsmuseum Hitoyoshi der Sagara-Familie (人吉城歴史館, Hitoyoshi rekishi-kan).

## Bilder

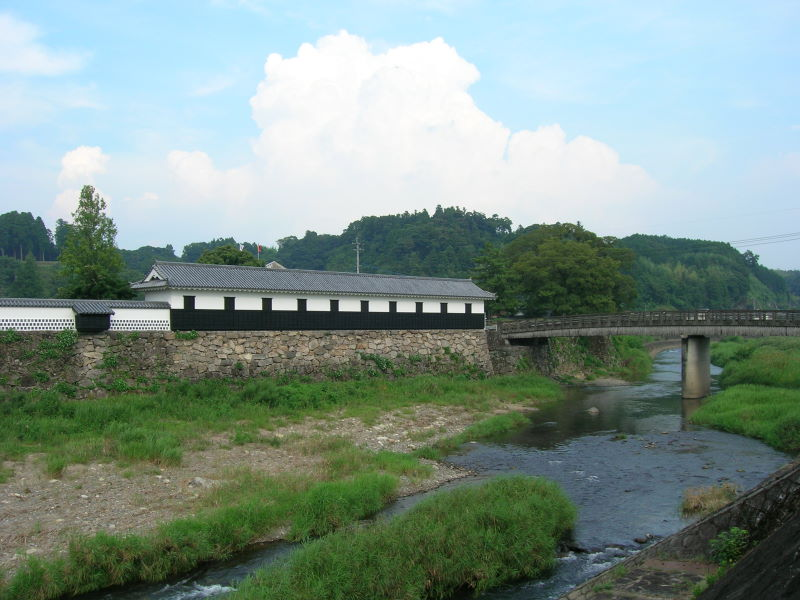
Tamonyagura[A 1] am Haupttor
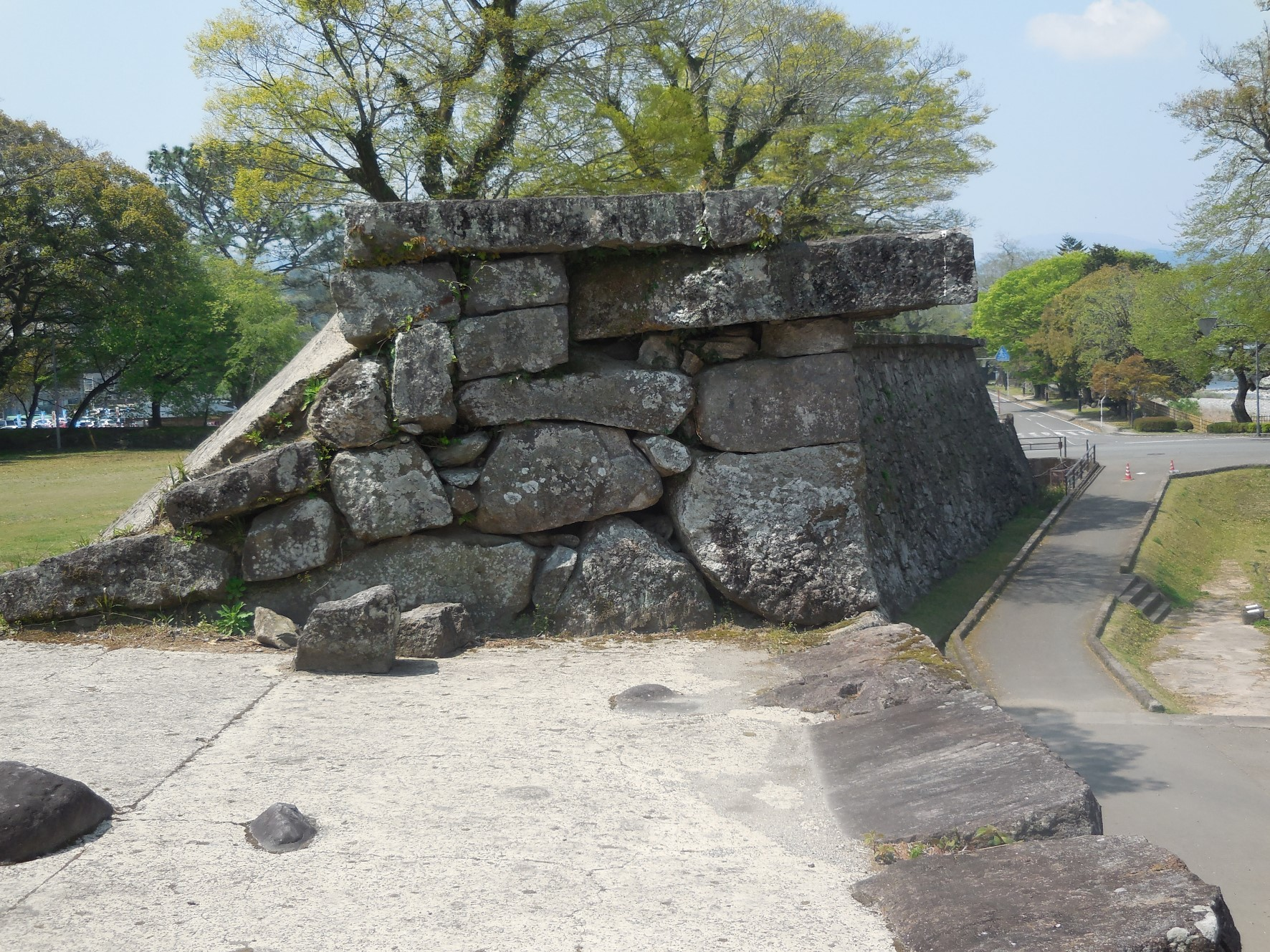
Wallreste am Nordrand
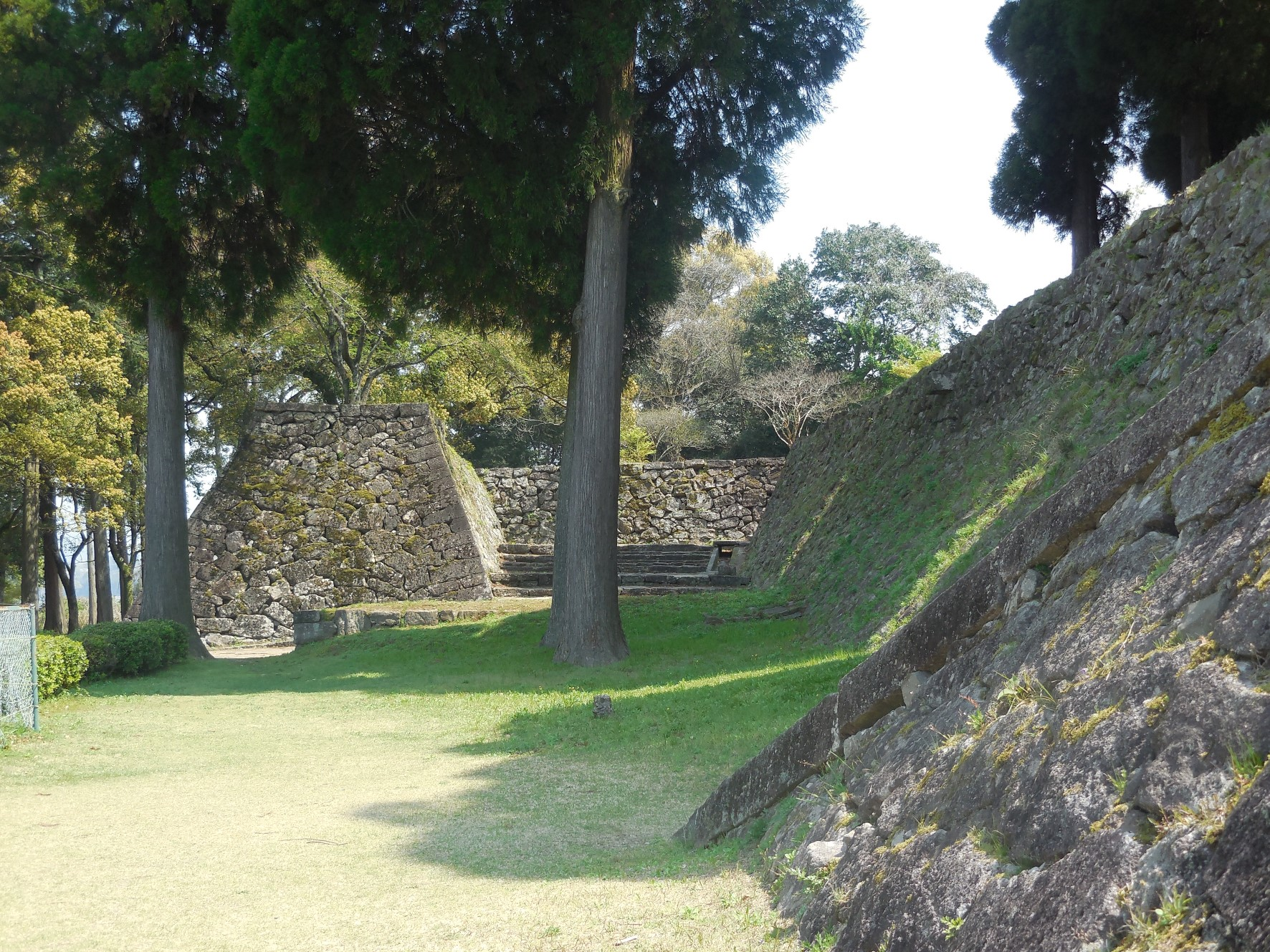
Aufgang zum Ni-no-maru
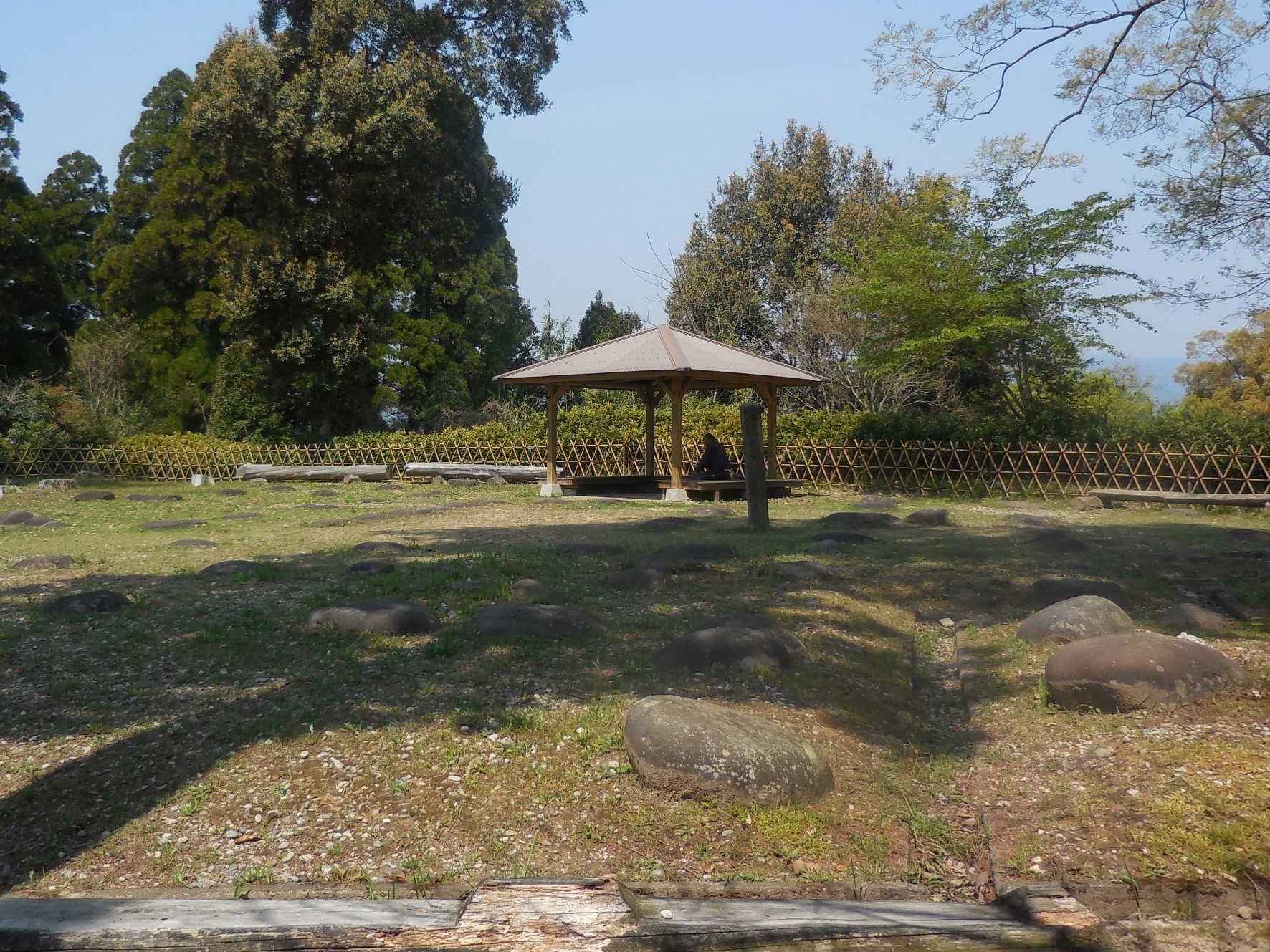
Hommaru
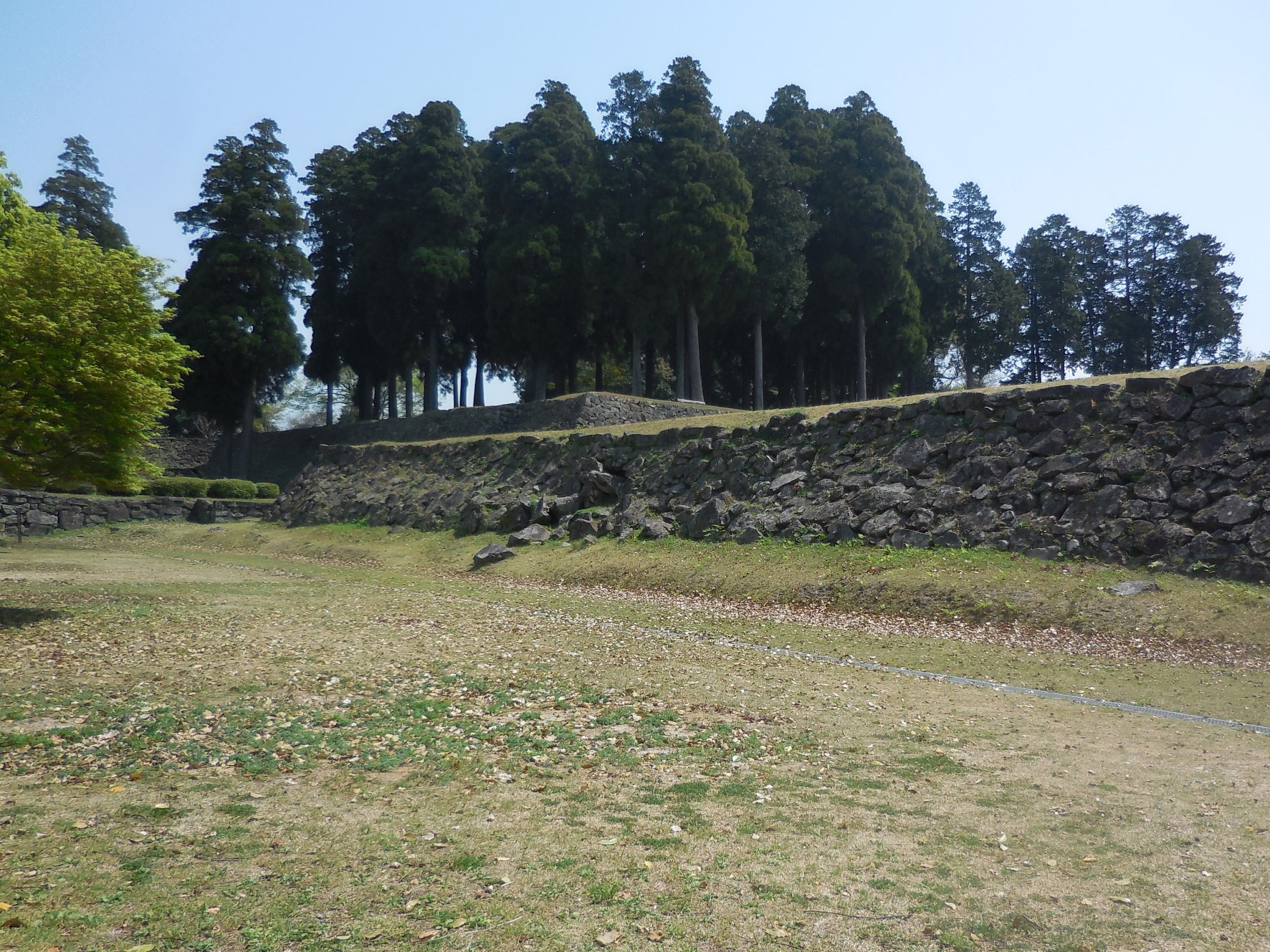
San-no-maru (Darüber das baumbestandene Ni-no-maru)